# مارجوري هاسلر
مارجوري هاسلر (بالإنجليزية: Marjorie Hasler)‏ هي سفرجات أيرلندية، ولدت في 1887، وتوفيت في 31 مارس 1913.